# بطاش (ملحان)

تعديل مصدري - تعديل

بطاش هي إحدى قرى عزلة المعازبة بمديرية ملحان التابعة لمحافظة المحويت، بلغ تعداد سكانها 124 نسمة حسب تعداد اليمن لعام 2004.